# 仙台弁こけし
仙台弁こけし（せんだいべんこけし）は、仙台弁を喋る宮城県のご当地キャラクター。

## 概要
宮城県内各地の系統のこけしがモチーフであり、「いぎなし（とても）なまってる宮城のご当地キャラクター」がキャッチコピー。宮城県黒川郡大和町に本社を置くデザイン制作会社・エントワデザインがプロデュースし、2014年12月にLINEスタンプとツイッターでデビューした。また同社の登録商標（登録・第5886286号／第6069221号）でもある。

## 企画

### 創案趣旨
旧：秋保町（現：仙台市太白区）出身の作者jugo（ジュゴ）が、東日本大震災発生後に東京から宮城に戻ってのちに、改めて方言の面白さに気付き、
また「（子どもを出産したこともあり）何か子育てしながらできるものはないか？」と思っていたところに、一般人もLINEスタンプを作って販売できる「LINEクリエイターズスタンプ」のサービスが始まったことを知って、「絵を描くことが好きだったので、何か仙台弁のスタンプを作りたい」と考えたのが創作のきっかけである。そのモチーフとして身近で素朴な存在だったこけしを選び、「色々な表情でこけしが仙台弁を話したら面白そう」と思いついて創作した。

### 活動目的
若い世代には使われなくなりつつある仙台弁だが、「東京在住時に仕事で疲れた際、電話での祖母とのとても温かい会話に優しく癒された」
という経験をした作者が、”方言には人を元気にする力がある”ということを改めて認識し、「仙台弁こけしが活動していくことが、仙台弁を受け継ぐことの助けになれば」と語っている。

### 仙台弁こけしの対象
メインキャラクターは「なるこっつぁん」（モチーフ：鳴子こけし）だが、「なるこっつぁん」だけが「仙台弁こけし」なのではなく、順次加わった「やじろうちゃん」「とおがったちゃん」「さくなみちゃん」たちも「仙台弁こけし」キャラクターの一員であり、「仙台弁こけし」とは作者のjugoが創作し発表している『仙台弁を喋るこけしキャラクター群の総称（ユニット名）』である。
（なお、仙台弁こけし公式HPをはじめとして、LINEスタンプ・4コマ漫画等々で臨時に登場する「仙台弁こけし巡査(ずんさ)」や「アマビエこけし」なども含まれており、また、こけしキャラではないものの「愛犬ゴロ」「猫のハナちゃん」などの動物キャラも、やはり「仙台弁こけし」キャラである）

## プロフィール
- 宣言
  - 「あったけぇ(温かい)仙台弁で、みんなさ(に)笑顔と元気ば(を)届けるっちゃー♪」[10]
- 誕生日
  - 2014年8月18日。(「諸説ある」としながらも)作者のjugoが仙台弁こけしの絵を描いた日(＝誕生日)としている。またその他の理由として、数字の「8」を「こけし」に見たてた趣旨も含まれている[11]。
- 年齢と性別
  - 当初、デビュー以降は年齢と性別は特に公表されず、2018年2月24日のツイッター(Twitter)上での質問に対しては『年と性別は秘密でがす』と答えていた[12]。
  - ちなみに2022年5月4日のこと、Instagram(インスタグラム)から生年月日の入力を求められて誕生日を「2014年8月18日」と入力したところ、「13才以下」と判定され同サービスが使えなくなったというハプニングが発生した[13]。(すぐに異議申し立てを行ない、その日の内に復活した)
  - その後、2022年の誕生日を迎えるに際して「8才になったっちゃー！」と発表し、これにて生年が2014年であることがおおやけになった[14]。
- 主要キャラクターの個性設定
  - なるこっつぁん（鳴子こけし）　マイペースで食いしん坊。天然でおっちょこちょい。(p.6)
  - やじろうちゃん（弥治郎こけし）　しっかりもので優しい。ツッコミ担当。なるこっつぁんの親友。(p.6)
  - とおがったちゃん（遠刈田こけし）　姉御肌のツンデレ系。(p.6)
  - さくなみちゃん（作並こけし）　恥ずかしがり屋の不思議ちゃん。実はヘビメタ好き。(p.6、p.28)
  - ばんつぁん（鳴子こけし）　なるこっつぁんと一緒に暮らしているばんつぁん（おばあちゃん）。働き者だが入れ歯をなくすことが多い。
  - こけすママ（鳴子こけし）　なるこっつぁんの親戚。宮城の小さな町にある「スナックこけす」を切り盛りしている。
  - ずんだ忍者（なるこっつぁんの変身キャラ）　なるこっつぁんがズンダリアンの不思議なチカラで変身した姿。得意技のずんだ手裏剣でかぷけだ（カビた）世界を救う。
  - コケゾン（ゾンビこけし）　触るものをかぷけさせて（カビさせて）しまう迷惑なこけし。正体は謎に包まれている。
  - ズンダリアン（エイリアンこけし）　ズンダ星からやって来た謎のキャラクターで、ずんだ餅が好物。
  - 大学生ハヤト（男子大学生こけし）　宮城出身の大学1年生。上京し東京の大学に通学している。本人は訛っているつもりはないが、自然と方言(仙台弁)が出てしまう。(p.52)
  - 愛犬ゴロ（柴犬）　なるこっつぁんの飼犬。賢くて、よく探しものを見つけてくれるお利口さん。(p.14)
  - 猫のハナ（白猫）　なるこっつぁんの飼猫。イタズラ好きで、いつもなるこつぁんにすっかける（いたずらする）。[15]

（作者によって各キャラクターの性格や嗜好などが設定されており、公式Webサイトで表明されている。なお上記中にページ数の表記があるものは、作者の著書『4コマ 仙台弁こけし 仙台宮城 方言まるわかりBOOK』からの引用ページであることを示している）
- 好きな三大食べ物 - ずんだもづ(餅)、うーめん(温麺)、ホヤ[17]
- その他好きな食べ物
  - おくずかけ[18]
  - 宮城のすす(寿司)[19]
  - 金華鯖ずし：(仙台市若林区・華ずし)[20]
  - 牡蠣[21]
  - 牡蠣のくん製オリーブオイル漬け：(石巻市・三養水産)[22]
  - 牛タン[23]
  - 芋煮[24]
  - はらこ飯[25]
  - せり鍋[26]
  - ひょうたん揚げ(串揚げかまぼこ)：(阿部蒲鉾店)[27]
  - ばっけ味噌(フキノトウ味噌)[28][29]
  - たらっぽ(タラの芽)の天ぷら[30][31]
  - ひとめぼれ(宮城県産米)[32]
- 好きな菓子・スイーツ等
  - いづご(苺)タルト：(宮城県黒川郡大和町・梅香亭)[33]
  - おはぎ：(仙台市太白区秋保町・佐市)(ばんつぁんこけしの大好物)[34]
  - 喜久福(生クリーム大福)：(お茶の井ヶ田)[35]
  - 黒砂糖まんじゅう：(仙台市青葉区・玉澤総本店)[36]
  - 仙臺まころん：(仙台市青葉区・伊藤食品工業所)[36]
  - パン類各種：(仙台市青葉区・石井屋(パン工房ウェルストン))[37]
  - メン子ちゃんゼリー：(宮城県加美郡加美町・アキヤマ)[38][39]
- 好きな作家
  - 伊坂幸太郎[40](※サインをもらったことがある[41])
  - さくらももこ[42][43][44]
- 好きなゆるキャラ - ふなっしー[45]
- 好きなアニメ・キャラクター - うる星やつら[46]・ラム[47]
- 好きな仙台弁と仙台弁オノマトペ - いずい、まんずどうもね～[1]／「ぱやぱや」(頭がぼーっとすること) [48]
- 応援している人 -羽生結弦[49][50][51]
- 友達
  - くまのトミー (宮城県富谷市・情報サイト「とみやー」の公式キャラクター[52])
  - 福島弁こぼし (LINEスタンプのキャラクターで、福島弁をしゃべる起き上がり小法師[53])
- 夢 - 河北新報への4コマ漫画掲載（※実現済）[54]
- 特技
  - 仙台弁トーク（仙台弁ば(を)しゃべること）[55][1]
  - 足じゃんけん（閉脚：グー、前後開脚：チョキ、左右開脚：パー[56])、首回し[57](なるこっつぁん(鳴子こけし)の特徴[58])
  - こけしダンス（2016年8月26日のハンズメッセナイターで初披露[59]（於：Koboスタ宮城スタジアム））
  - コスプレ(機会あるたび様々なキャラに仮装する。ちなみに13日のちんようび(13日の金曜日)にはジェイソンに扮することが多い[60][61][62])
- 好きな虫 - はらぺこあおむす(はらぺこあおむし)[63]
- 嫌いな虫 - ジャゴ(カメムシ)[64][65]、毛虫[66]
- 苦手
  - 階段の昇り降り（こけしの事情）[67][68][1]
  - 狭い道や通路(どちらも着ぐるみこけしの場合。75センチ以上の幅を要する)
  - 目薬[69]
  - ぎんなんの匂い[70][71]
- 持病 - 花粉症[72]、ぎっくり腰[73][74]

## 主な活動履歴
特定の自治体や団体・組織からの公認は受けていないため、それらの制限にしばられることなく多方面の分野で活動している。

### 来歴・沿革
- 2014年12月　LINEスタンプとツイッターにて世の中にデビュー
- 2015年3月　仙台弁こけし公式Webサイト・開設[75]
- 2015年5月　初グッズ「仙台弁こけし缶バッジ」発売[76]
- 2016年1月　ITmedia NEWSの「スタンプクリエイターズ・ファイル」で紹介される
- 2016年1月　ITmedia Mobileの「R25スマホ情報局」で「おはよう靴下」が紹介される[77]
- 2016年2月　「仙台弁こけしガチャ」(缶バッジ入り)・初登場[78]
- 2016年6月　仙台弁こけしの「しゃべる着ぐるみ」誕生
- 2016年8月　着ぐるみによる「足じゃんけん」初披露[79]
- 2016年12月　TVCM初出演(河北新報お正月キャンペーン『ダンゼン、カホク(仙台弁こけし)』篇)[80]
- 2017年5月　「仙台弁音頭(作詞/作曲：仙台弁こけし)」を初披露（第59回全日本こけしコンクールにて[81]）
- 2018年3月　宮城県外イベント初進出(東京「MARU de MIYAGI」)
- 2018年10月　河北新報・朝刊に四コマ漫画が初掲載[54]
- 2019年6月　仙台弁こけしオンラインショップ・開設
- 2020年7月　「仙台弁こけしファンクラブ」がスタート[82][83]（※後、終了済）
- 2021年1月　YouTubeチャンネル「んだっちゃんねる」開設＆配信開始[84]
- 2021年6月　山形県域イベント初進出(「仙台弁こけしと写真を撮ろう！」)(山形市・イオン山形南)
- 2022年4月　ラジオCM初出演(東和薬品宮城販売「ケン☆ビタ®」新発売CM』)[85]
- 2022年11月　仙台弁こけしLINE公式アカウント・開設[86]
- 2023年6月　公式Webサイト内にて「仙台弁こけしくじ」を開始[87]
- 2023年7月　X(エックス、旧称：ツイッター)のフォロワー数が5万人に到達[88]
- 2023年12月　仙台弁こけしかるた[89]の「かるた大会(体験会)」を初開催（於：青葉山公園内・仙臺緑彩館[90]）
- 2024年2月　Bluesky（分散型SNSプロジェクト）への投稿を開始[91]
- 2024年6月　大和町（宮城県黒川郡）のふるさと納税返礼品として、仙台弁こけしの複数のグッズが登録され6月29日から受付開始[92]
- 2025年1月　LINEスタンプにて台湾華語バージョンを配信開始[93]
- 2025年5月　新曲「上を向くっちゃ 前を向くっちゃ」を発表[94]

### キャラクター登場履歴
（メインキャラクター「なるこっつぁん」（鳴子こけし）登場後の、主なキャラクター追加履歴）
- 2015年3月　「やじろうちゃん」(弥治郎こけし)初登場[95]
- 2015年4月　「大学生ハヤト」初登場[96]
- 2015年6月　「ばんつぁんこけし」(鳴子こけし)初登場[97]
- 2016年2月　「仙台弁こけし巡査(ずんさ)」（宮城県警採用広報キャラクター）初登場[98]
- 2016年12月　動物キャラ「愛犬ゴロ」初登場[99]
- 2017年2月　動物キャラ「猫のハナちゃん」初登場[100]
- 2020年3月　「アマビエこけし」誕生[101]
- 2021年2月　「とおがったちゃん」(遠刈田こけし)初登場[102]
- 2022年6月　「さくなみちゃん」(作並こけし)初登場[103]
- 2022年9月　「コケゾン」(KOKEZON)初登場[104]
- 2023年8月　「ズンダリアンこけし」[105]・「ずんだ忍者こけし」[106]初登場
- 2024年3月　「こけすママ」[107]・「サクラリアンこけし」[108]初登場

### イベント等出演履歴
- 2016年7月 - 8月　クリエイターが創る、新しい仙台みやげ展・出演 （仙台パルコ）[109]
- 2016年8月　ハンズメッセナイター（東急ハンズ協賛：楽天イーグルスVSオリックス戦）応援（koboスタ宮城）[110][111][59]
- 2016年9月　古川えきまえ秋祭り（大崎市：古川駅前一号公園）[112]
- 2016年10月　かほくNEWS CAFEまつり・出演[113](仙台市青葉区・河北新報社)（※2017年10月[114]、2018年11月[115]にも出演）
- 2016年10月　はたらくくるま大集合・出演　(宮城県大崎市：リオーネふるかわ）[116]
- 2016年10月　スマイルハロウィン2016・出演 （スマイルグリコパーク）[117]
- 2016年11月　東北・新潟の伝統工芸逸品展・出演[118]（東北電力グリーンプラザ）
- 2016年11月　セルバテラス　グランドオープンイベント・出演[119]
- 2016年11月　「セブンアップ」（音楽とダンスのイベント）・出演（大和町吉岡：ななつの森の家）[120]
- 2016年12月　利府ハウジングギャラリー　クリスマスキャンペーン・出演（利府町利府）[121]
- 2017年3月　南三陸さんさん商店街　本設オープンイベント・出演[122]
- 2017年3月　仙台市工芸展・出演[123]（※2018年3月[124]、2019年2月[125]、2020年2月[126]、2023年2月[127]、2024年2月[128]、2025年1月[129]にも出演）
- 2017年4月・5月　東北から新しいおみやげ、仙台の暮らしに溶け込むいいもの展・出演（4月：エスパル仙台本館[130]、5月：セルバテラス[131]）
- 2017年5月　第59回全日本こけしコンクール・出演[132]（※2018年5月／第60回[133]、2019年5月／第61回[134]にも出演）（白石市文化体育活動センター）
- 2017年5月　イーグルスガールデー・出演[135](Koboパーク宮城)
- 2017年6月　東北絆まつり（東北六魂祭後継イベント）・出演[136]（仙台市青葉区桜ケ岡公園-西公園）
- 2017年6月　仙台三越「お中元・決起朝礼」に参加[137]
- 2017年8月　大和町：まほろば夏まつり・出演[138]
- 2017年9月　ドナルド・マクドナルド・ハウス「せんだいハウス」主催　『オープンハウス』イベント・出演[139][140]
- 2017年9月　第3回お客様感謝祭・つりがねうーめん祭り・出演[141] (きちみ製麺・白石市)（※2018年9月、第4回にも出演）[142]
- 2017年10月　東北大学「片平まつり」・出演（片平キャンパス）[143]
- 2017年11月　イオンタウン佐沼　開店10周年記念イベント・出演[144]
- 2018年3月　MARU de MIYAGI（マルデミヤギ）・出演（東日本大震災復興応援イベント、東京・丸ビル1Fマルキューブ）[145]
- 2018年5月　エスパル縁日・出演（エスパル仙台本館1F：エスパルスクエア）[146]
- 2018年6月　メルカリ「メルシーフェス」(仙台サテライト会場：(仙台駅前AER(アエル)))・出演[147][148]　(ワッキー貝山・深井ゆきえと共に)
- 2018年7月　仙台空港キッズサマーフェスタ2018・出演[149]（仙台空港2F・センタープラザ(国際線側)）
- 2018年10月　ニュースペーパーキャンパス2018 in 仙台・出演[150]（含：六華亭遊花×仙台弁こけし　トークショー）
- 2018年12月　SENDAI光のページェント・出演（勾当台公園：河北新報社ブース）[151]
- 2019年3月　MARU de TOHOKU（マルデトウホク）・出演（※イベント趣旨・開催場所は2018年3月のMARU de MIYAGIと同じ）[152]
- 2019年10月　下水道ふれあいフェア・出演[153]（大和町鶴巣：大和浄化センター）
- 2019年11月　仙台メディアフェスティバル・出演[154]（仙台フォーラス8F・TAGE community）
- 2019年12月　まるもり復興いち・出演[155]（丸森町：蔵の郷土館齋理屋敷）
- 2020年8月　宮城ご当地キャラサイダー祭り・出演[156][157]（エスパル仙台本館1F：エスパルスクエア）
- 2020年9月　ジャスフェス2020（EBeanS仙台主催）・ゲスト出演[158]（※2021年11月／ジャスフェス2021[159]にも出演）
- 2020年9月　伊達武将隊「響鳴乱舞！武将フェス仙台2020/ONLINE」・出演[160]（※オンライン開催：ライブ配信）
- 2020年9月　はじめまして、新しいこけし展・出演[161]
- 2020年10月　「仙台・宮城いいもの“再発見”フェア」・出演[162]（三井アウトレットパーク 仙台港）
- 2020年11月　東北メディアフェスティバル・出演（※オンライン開催）[163]
- 2021年5月　TRY&ERA　東北ツアーミニライブ宮城公演・共演[164]（仙台市青葉区「エンドーチェーン・EBeanS」にて）
- 2021年6月　仙台弁こけしと写真を撮ろう！[165]（イオン山形南）
- 2021年7月　秋保ヴィレッジ：アグリエの森　7周年祭・出演[166]（※2022年7月／8周年祭[167]、2023年7月／9周年祭[168]、2024年7月／10周年祭[169]、2025年7月／11周年祭[170]にも出演）
- 2022年3月　寺嶋由芙　末広がるための景気づけライブ いぎなし待ってたべ？仙台編・ゲスト出演[171]（仙台市青葉区「宮城・誰も知らない劇場」にて）
- 2022年4月　どら焼きパーティー・出演　(仙台市青葉区・綴café(つづりカフェ))[172]
- 2022年4月　ウイークリーマルシェ@仙台朝市・出演[173]
- 2022年4月　にょきにょきマルシェ・出演（丸森町・いなか道の駅やしまや)[174]
- 2022年8月「仙台弁こけしガチャ」PR[175](仙台駅前・アエル(AER)3階)
- 2022年9月　靴下屋(靴下の製造・販売)「仙台弁こけし来店イベント」(イオンモール名取店)・出演[176]（※2023年12月[177]にも出演）
- 2022年10月　ファイヤーフェス(消防祭)・出演[178][179](主催：若林消防署／せんだい農業園芸センター)(仙台市若林区・せんだい農業園芸センター）
- 2022年10月　弥治郎こけし村まつり2022・出演[180](主催：弥治郎こけし業協同組合／白石市観光協会)(白石市)
- 2023年1月 - 3月　仙台文学館・写真展「仙台コレクション2001ｰ2022 １万枚のメッセージ」(『街に寄せて』というテーマの文章で、仙台への想いを仙台弁こけしも寄稿[181])(主催：仙台文学館)
- 2023年2月　「吾輩は羊羹好な猫である」（東北大学附属図書館の漱石文庫に因んだ、白松がモナカ本舗とのコラボ羊羹）・10000箱販売達成記念撮影会に出演[182](東北大学附属図書館・本館)
- 2023年2月　『あなたの“伴走曲”は何ですか?』（NHK総合TV・東北ブロック番組のスペシャルライブ）に出演（NHK仙台放送局主催、2023年2月9日公開収録、於：仙台サンプラザホール[183][184]）
- 2023年4月　仙台まるごとデザインマーケットに「仙台弁こけしポップアップストア」を出展＆出演[185]（仙台国際センター・展示棟）（※2024年4月[186]、2025年4月[187]にも出店＆出演）
- 2023年8月　かほくSDGs縁日・出演[188](開催：河北新報社、仙台市環境局主催・「夏のモッタイナイ大作戦！」プログラム中の1イベントとして)
- 2023年10月　杜の文具博（主催：杜の文具博実行委員会）仙台弁こけしポップアップストア出店に伴い出演[189]（※2024年10月[190]にも出演）
- 2024年2月　河北ウイークリーせんだい・800号記念感謝祭に出演[191]（河北新報社1階）
- 2024年3月　第31回 宮城県の物産と観光展「宮城ご当地キャラクター 撮影会」に出演[192]（そごう千葉店・6階催事場）（※5年振りの関東圏イベント出演）（※2025年3月／第32回にも出演[193]）
- 2024年6月　ほやっほー祭2024・出演[194]（ほやドル萌江による企画・主催イベント）（石巻市かわまち交流広場）（※2025年6月[195]にも出演）
- 2024年9月　大和町秋祭り(byなでしこ)・出演[196] (企画・主催／就労継続支援事業所(A・B型) なでしこ (仙台市若林区大和町))
- 2024年12月　「第1回 はぴくる祭!? 病気・障がいのある子どもたちへ笑いを送るっちゃ！?」出演[197][198]（企画・主催／一般社団法人はっぴーくーる）（仙台市市民活動サポートセンター）
- 2025年1月　仙台市消防出初式・出演[199]（仙台市青葉区青葉山公園-追廻地区）
- 2025年8月　アンテナショップ「宮城ふるさとプラザ」本設店舗オープニングセレモニー・出演[200]　（村井嘉浩(宮城県知事)、山寺宏一(声優・みやぎ絆大使)、むすび丸(宮城県観光PRキャラクター)等と共に)　(東京・有楽町・東京交通会館地下1階)

### PRキャラクター履歴
- 2015年7月　河北新報　PR大使[201]
- 2015年7月　仙台七郷・荒井地区ミニコミ新聞「あらっE！」PRキャラクター[202]
- 2016年3月　宮城県警採用広報キャラクター
- 2016年7月　東急ハンズ仙台店「いづぬづ(1日)店長」就任[203](※これを初回とし、以降も不定期に就任)
- 2017年6月1日　仙台中央郵便局「いづぬづ(1日)郵便局長」就任(「かもめーる」発売記念イベント)[204]
- 2017年7月　仙台市長選挙「イグスペ7.23」の投票啓発キャラクター[205]
- 2017年8月　仙台泉プレミアム・アウトレット「夏のこけしフェス」PRキャラクター[206]（2018年7月も受任[207]）
- 2018年10月8日　仙台泉プレミアム・アウトレット10周年「1日支配人(いづぬづすはいぬん)」就任[208]
- 2018年12月　展覧会「21世紀こけし館　-こけし表現の今-」PRキャラクター(宮城県大崎市「大崎市民ギャラリー緒絶の館」にて)[209]
- 2019年4月　河北新報・記事「いぎなり仙台」（仙台圏のお薦めスポットやグルメ、話題をテーマごとに紹介するシリーズ）のアイコンとして登場[210]
- 2021年10月「新聞読んで選挙に行こう！新聞モニターキャンペーン」PRキャラクター(河北新報「デジタル紙面と新聞」モニター募集)[211]
- 2022年1月 - 3月「仙南地域の郷土料理「おくずかけ」をお宿＆日帰りで味わう！キャンペーン」PRキャラクター[212]
- 2022年2月　仙台市若林消防団の応援団長に就任[213](同団から受嘱)(「消防団員加入促進キャンペーン」[214]に合わせて）（2023年2月も受任[215]）
- 2022年4月　河北ウイークリーせんだい(河北新報社発行・週刊フリーペーパー)PR大使[216]
- 2022年4月　イオンモール名取　アプリPR大使[217][218]
- 2022年10月 - 11月　仙南の麺を堪能！白石温麺「おくずかけ」×そばキャンペーン　PRキャラクター[219]
- 2022年10月　仙台東警察署「いづぬづ(1日)警察署長」就任(「全国地域安全運動」防犯意識向上キャンペーン。防犯チラシ配布等街宣活動[220])
- 2023年9月 - 12月　仙南「推し麺　- 仙南の特色ある「麺」を食べ尽くせ!! -」キャンペーン　PRキャラクター[221]
- 2023年10月　富谷市公式SNSキャンペーン　PRキャラクター（富谷市が「ブルピヨ＆ブルベリッ娘×仙台弁こけし　コラボデザインマスキングテープ」をフォロワーに提供[222]）
- 2023年10月 - 2024年1月　仙台地域うまいっちゃ！スタンプラリー　PRキャラクター[223]（2024年12月-2025年2月開催時[224]、2025年7月-2025年10月開催時[225]にも受任）
- 2023年10月　防犯広報大使・街頭キャンペーンキャラクター（全国地域安全運動・防犯キャンペーンの一環。於：仙台東警察署仙台駅東口交番前[226]）
- 2023年11月　仙台市消防団応援団長を受任（「秋の消防体験フェア2023―あつまれ！防火少年少女―」にて）於：勾当台公園[227][228]
- 2023年11月　定義如来西方寺・防火キャンペーン　PRキャラクター[229]（※さくなみちゃん・キャンペーンデビュー）（2024年6月も住宅用火災警報器の普及啓発活動を受任[230]）
- 2024年10月　新聞広告統一PRキャンペーン(2024年度)「新聞からご当地ソングが聴こえてくる。」＆「歌えるご当地キャラクター」PRサポーター（主催：日本新聞協会広告委員会、10月20日「新聞広告の日」に伴うキャンペーンへの協力[231]）
- 2025年2月　仙南冬のスタンプラリー　～ひな祭り×温泉×スキー×ジオパークを巡る旅～　PRキャラクター[232]

### コラボレーション

#### イベント等コラボ
- 2017年9月　ベガルタ仙台×仙台弁こけし　ルヴァンカップノックアウトステージ準決勝への挑戦応援（書き下ろしイラストとして登場）[233]
- 2017年10月　ユニクロ仙台アエル店×仙台弁こけし「リニューアルオープン応援」
- 2019年11月　仙台駅3階「すし通り」×仙台弁こけし「すし通りまつり」[234]
- 2020年9月　阿部蒲鉾店×仙台弁こけし「85周年創業祭・ありがとうキャンペーン」[235]（※2022年10月「87周年創業祭・ノベルティキャンペーン」にも参画[236]）
- 2021年12月　きっこうちゃん(カラダ以外は縛られたくないキャラクター)×仙台弁こけし「コラボデザインステッカー」(展覧会「きっこうちゃん展」限定販売)(仙台パルコ)[237][238]
- 2022年4月　アイベックスエアラインズ×仙台弁こけし「仙台大阪(伊丹)線・就航20周年記念キャンペーン」[239]
- 2023年4月　仙台まるごとデザインマーケット×仙台弁こけし「仙台弁こけしコラボステッカー」配布（来場特典、来場者1000名限定／1日[240]）
- 2023年5月　次世代放射光施設・ナノテラス×仙台弁こけし「G7仙台(仙台科学技術大臣会合)・ナノテラスデザインオリジナル巾着」配布(会合・報道関係者向け贈呈記念品)[241]
- 2023年8月　仙台弁こけし×きっこうちゃん　「アクリルキーホルダー」「ビッグアクリルスタンド」等　(ポップアップストア「KIKKOUCHAN SENDAI Souvenir Shop」にて販売[242])(仙台パルコ)
- 2025年8月 初音ミク&仙台弁こけし コラボステージ （『初音ミク「マジカルミライ」2025 SENDAI会場 企画展ステージ』に仙台弁こけしがコラボ出演[243]）(仙台駅前・AER(アエル)・1Fアトリウム)

#### 商品等コラボ
- 2016年7月　オリジナルフレーム切手セット「がんばっぺ！仙台弁こけし」発売[244]（※2017年7月「夏だっちゃ！」[245]、2018年7月「第3弾」[246]も発売）
- 2017年3月　きちみ製麺（白石市）×仙台弁こけし「仙台弁こけしうーめん」（白石温麺）発売[7][247]。（2017年「第4回・新東北みやげコンテスト」にエントリー[248]）
- 2019年11月　ほの香（コーヒー・菓子製造販売・飲食）×仙台弁こけし「仙台弁こけし珈琲（コーシー）セット」発売[249]
- 2020年4月　お茶の井ヶ田・喜久水庵×仙台弁こけし「巣ごもりすっ茶」（「アマビエこけし」デザイン）限定発売[250]
- 2020年6月　寒梅酒造（大崎市）×仙台弁こけし「ゆずのきもづ（きもち）」（ゆず酒スパークリング、発泡性リキュール）発売[251]
- 2020年11月　蔵王の昔飴本舗（飴菓子製造）×仙台弁こけし「むがす(昔)のあめっこ」発売[252]（※終売済）
- 2021年4月　こだま（菓子製造販売）×仙台弁こけし「仙台弁こけし餅入りずんだどら焼」発売[253]。（2021年「第8回・新東北みやげコンテスト」にエントリー[254]）
- 2021年4月　マメムギモリノナカ（丸森町）×仙台弁こけし「ミツロウラップ」（天然素材製食品用ラップフィルム）発売[255]
- 2021年7月　伊達な銘品横丁（公財・仙台観光国際協会）×仙台弁こけし「仙台弁こけしコースター」発売[256]（※2023年10月「第2弾」[257]、2024年10月「るーぷる仙台Ver.」[258]も発売）
- 2021年9月　靴下屋（靴下の製造・販売）×仙台弁こけし「ワンポイント刺繍ソックス」限定販売[259]（※2022年5月「第2弾」も発売[260]）
- 2021年10月　ヴィレッジヴァンガード×仙台弁こけし「コラボグッズ（各種）」（店舗限定販売）発売[261]
- 2021年11月　フラワード（生花小売等）×仙台弁こけし「マジカルブーケ」（花瓶のいらない不思議なブーケ）発売[262]
- 2022年2月　新澤醸造店（大崎市）×仙台弁こけし×阿部蒲鉾店「バレンタインコラボレーション」（「はるこい」(宮城県産米ひとめぼれ100％使用にごり酒)、「ピュア・ハート」(ハート型の蒸しかまぼこ)）（数量限定販売[263]）
- 2022年3月　あいの郷（障害者就労継続支援B型事業所・富谷市）×仙台弁こけし「仙台弁こけしサブレ」発売[264]
- 2022年4月　東和薬品宮城販売×仙台弁こけし「ケン☆ビタ®」（登録商標：登録番号6308052号）（ビタミン含有保健剤・指定医薬部外品）発売[265]
- 2022年7月　秋保温泉郷×仙台弁こけし「手ぬぐい・缶バッジ・シール」（秋保温泉満喫デザイン「いぎなし秋保」）発売[266]
- 2022年7月　阿部蒲鉾店×新澤醸造店×仙台こけし「なつさけ」（コラボパッケージ酒）限定発売[267]
- 2022年7月　オクトパス君®（登録商標：登録番号5432974号[268]）×仙台弁こけし「コラボグッズ（各種）」（第1弾：クリアファイル）発売[269]
- 2023年3月　ほやほや屋（仙台市泉区・海産物販売）×仙台弁こけし「缶バッジ・マグネット」（ほや唐揚げデザイン、キッチンカー「ほやほや号」限定販売）発売[270]
- 2023年4月　フォレッピ×仙台弁こけし「コラボガヂャ」（アクリルキーホルダー入り、第40回全国都市緑化フェア「未来の杜せんだい2023 Feel green!」の公認グッズとして）（期間限定販売[271]）
- 2025年7月　仙台うみの杜水族館×仙台弁こけし「コラボグッズ(各種)」発売[272]
- 2025年7月　公財・仙台観光国際協会×仙台弁こけし「仙台弁こけしのぶらり仙台旅行アクリルキーホルダー」発売[273]

#### 楽曲等コラボ
- 2021年2月　仙台出身のミュージシャン・みきちゅとの音楽ユニットによる曲『ジャスが好きだっちゃ』を配信（制作協力・大久保博）[274]
- 2021年8月　みきちゅとの音楽ユニットによる曲『仙台七夕あるあるソング』を配信[275]
- 2021年10月　みきちゅとの音楽ユニットによる曲『IMONI 〜芋煮は我らの誇り〜』を配信[276]
- 2024年6月　石巻出身のほやドル兼シンガーソングライター・萌江とのコラボ曲『仙台弁ほや音頭(feat. 仙台弁こけし)』(作詞:萌江／作曲:仙台弁こけし)を配信[277]
- 2024年7月　萌江とのコラボ曲『んだのマーチ(feat. 仙台弁こけし)』(作詞:仙台弁こけし／作曲:萌江)を配信[278](※ほやっほー祭2024でサプライズ発表した後、当該配信に至った[279]）

#### その他のコラボ
- 2017年12月　東北生活文化大学でのワークショップ型授業開催協力[280]（生活美術学科の学生を対象とした「生活美術特別講義Ⅵ」へのオンサイトコラボ）
- 2018年11月 - 12月　AIRDO(エア・ドゥ、旧称:北海道国際航空) は、『ANNIVERSARYフォトコンテスト「PHOTO DO(フォトドゥ)」第4弾』の優秀賞(9名)向け賞品として、「仙台弁こけしグッズ」を採用し提供[281]。
- 2020年5月　リード・サイン（Web制作会社）×仙台弁こけし「新型コロナ対策ポスター：無料ダウンロード配布」[282]
- 2020年6月　仙台国際空港×仙台弁こけし　搭乗待合室に「ソーシャル・ディスタンス呼びかけポスター」掲示[283]
- 2020年8月　仙台市×仙台弁こけし「せんだい生活スタイルポスター」に採用。（新型コロナウイルス感染症対策：「新しい生活様式」の実践促進）[284][285]
- 2020年9月　仙台市消防局×仙台弁こけし　住宅用火災警報器の普及啓発（描き下ろし4コマ漫画等協力）
- 2021年11月　仙台弁こけしと学ぶSDGsプロジェクト「みやぎSDGs Farm」に参画（企画：河北新報社）[286]。仙台弁こけしは、みやぎSDGs塾の塾長に就任[287]。
- 2022年10月　仙台市×仙台市連合町内会長会×仙台弁こけし「町内会応援！プロジェクト」に参画（仙台市の各町内会活動を後押し・広報するため、地下鉄・バスでのポスター広告(『んだから、町内会』)や町内会活動紹介動画などに出演[288][289]）
- 2023年11月　LiViT(JR東日本東北総合サービス)×仙台弁こけし　コラボ冊子「仙台・宮城のおみやげ本」無料配布[290]（於：仙台駅1F-3F）
- 2024年4月　LiViT(JR東日本東北総合サービス)×仙台弁こけし　コラボ冊子「てくてく本」無料配布[291]（於：仙台駅1F・tekuteせんだい）
- 2025年8月　自販機ミュージアム×仙台弁こけし　仙台弁こけしをデザインし"こんな飲みもん、あったら嬉しいっちゃねぇ"という願いを具現化した架空ドリンクを展示する「ラッピングアート自販機」を設置[292]（※架空商品の展示であり販売は行なっていない）（運営：サン・ベンディング東北、於：栗原市高清水）

## 受賞等履歴
- 2016年11月　第3回・新東北みやげコンテスト：入賞「仙台弁こけし手ぬぐい」[293]
- 2017年2月　宮城県警より感謝状受領（宮城県警採用広報への取り組みを対象として）[294]
- 2017年11月　第4回・新東北みやげコンテスト：ご当地特別賞「仙台弁こけし手ぬぐい（いぐすぺ3色）」[295]
- 2017年11月　勝手に！第1回・仙台流行語大賞2017「第5位」[296]
- 2020年11月　第7回・新東北みやげコンテスト：入賞「仙台弁こけし珈琲（コーシー）セット」[249]「仙台弁こけしゆずのきもづ（ゆずのきもち）」[297]
- 2021年2月　第2回・仙台市交流人口ビジネスコンテスト・ビジネス部門「優秀賞」[298]
- 2021年5月　仙台つーしん・仙台ゆかりのキャラクター人気ランキング「第4位」[299]
- 2022年5月　日本ギフト大賞2022・都道府県賞(№4:宮城県)「仙台弁こけし×宮城県産の生花で作ったマジカルブーケ」(日本ギフト大賞選考委員会)[300][301]
- 2024年11月　第11回・新東北みやげコンテスト：入賞「仙台弁こけしかるた」[302][303]

## ゆるキャラグランプリ参加結果
- 第6回(2016年11月)　ご当地部門324位　総合525位[304]
- 第8回(2018年11月)　ご当地部門136位[305]
  - 第8回の場合、仙台弁こけしは早々にエントリーしていたにもかかわらず参加権を得られなかったと思わざるを得ない事態になり、一時は断念＆お詫びなどを表明したが、一転して参加申し込みが受理されていたことが判明したため改めて投票を呼び掛けるという想定外の対応を実施した[306][307][308]。
- 第10回(2020年10月)　「ゆるキャラグランプリ2020 THE FINAL」最後のゆるキャラGP[309]

| 得票 ポイント | 全国 順位 | 東北6県勢 74体中順位 | 宮城県勢 12体中順位 | キャラ名         | 所属団体と自治体               | 備考      |
| ------------- | --------- | -------------------- | ------------------- | ---------------- | ------------------------------ | --------- |
| 64394         | 13位      | 2位                  | 1位                 | さくらっきー     | 大河原町観光物産協会・大河原町 | ※欄外参照 |
| 19333         | 21位      | 4位                  | 2位                 | ざおうさま       | 蔵王町                         | -         |
| 18352         | 22位      | 5位                  | 3位                 | アサヒナサブロー | 大和町                         | -         |
| 8588          | 43位      | 8位                  | 4位                 | ケヤッキー       | おいでよ宮城                   | -         |
| 3792          | 73位      | 13位                 | 5位                 | ねじり ほんにょ  | 栗原市                         | -         |
| 2474          | 102位     | 22位                 | 6位                 | オクトパス君     | 南三陸復興ダコの会・南三陸町   | -         |
| 1904          | 118位     | 26位                 | 7位                 | 仙台弁こけし     | エントワデザイン・大和町       | -         |
| 1711          | 128位     | 28位                 | 8位                 | カーナくん       | 名取市                         | -         |
| 827           | 203位     | 36位                 | 9位                 | 常のモロ         | 大郷町                         | -         |
| 502           | 259位     | 44位                 | 10位                | ガブリくん       | 角田スタンプ会・角田市         | -         |
| 494           | 263位     | 45位                 | 11位                | くらりん         | 村田町観光物産協会・村田町     | -         |
| 246           | 319位     | 55位                 | 12位                | 城山の金さん     | 涌谷町                         | -         |

※この第10回大会(最終回)ではたかたのゆめちゃん(陸前高田市)が全国総合・東北6県勢共に1位に輝き、さくらっきーが東北6県勢としてそれに次いだ。
| 得票 ポイント | 全国 順位 | 東北6県勢 15体中順位 | 宮城県勢 2体中順位 | キャラ名           | 所属団体と自治体                 | 備考 |
| ------------- | --------- | -------------------- | ------------------ | ------------------ | -------------------------------- | ---- |
| 7217          | 54位      | 1位                  | 1位                | キリンのハガネくん | 東北特殊鋼・村田町               | -    |
| 898           | 171位     | 7位                  | 2位                | イシノマキマン     | デザイン事務所：ビヨンド・石巻市 | -    |

## エピソード
(著名人による、仙台弁こけしを見知って紹介した際などのエピソードを、時系列順に記載)
やなせなな
シンガーソングライター・やなせななは、エフエム仙台（Date fm）での冠番組『やなせなな　はじまりの日』(2015年3月23日放送)にて、「ツイッターで、あまりにもかわいい表情豊かなこけしのイラストに目が止まった」と、初めて知った際のエピソードを添えて仙台弁こけしを紹介するとともに、番組のテーマソングをモチーフに描いてもらった四コマ漫画を自らのオフィシャルブログで披露した。
バクコメ
お笑いコンビ・バクコメ(改名前：爆笑コメディアンズ)は、2016年10月14日・文化放送の番組『千原せいじ、住みます芸人の東北6県入魂!』(※『情報ミックスバラエティ パズル』に内包のミニ番組)に出演し、宮城県内各地のこけしや、こけしをモチーフとしたグッズを紹介。その際『こけしのゆるキャラ「仙台弁こけし」も注目を集めています！』というコメントと共に、仙台弁こけしを取り上げた。
城戸朱理
詩人・大学講師の城戸朱理（きど しゅり）は、ツイッター（現：X）で仙台弁こけしを発見して気に入ってしまい、その影響を受けて家庭内での会話に仙台弁がはやったこと、妻が仙台へ行った際には仙台弁こけしグッズをお土産に買ってきたこと、仙台在住の知人に「仙台弁こけし オリジナルフレーム切手 夏だっちゃ！」の購入を依頼して送ってもらったことなどを披露した。加えて「あまりにケッサクなキャラである」と評価し、気に入った仙台弁を紹介しつつ仙台弁こけしの数々のグッズ写真も掲載して紹介した。
平原綾香
シンガーソングライター・平原綾香は、2017年の全国コンサートツアー「～LOVE 2～」の仙台公演(2017年9月18日、会場：東京エレクトロンホール宮城)で訪れた際、駅の店舗で暖簾(のれん)の様に掲げられていた「仙台弁こけしの手ぬぐい」を発見し、その画像と共に『なんだこれ、おもしろい～！」というコメントを自らのオフィシャルブログで披歴した。
石原さとみ
女優・石原さとみは、出演した『櫻井・有吉 THE夜会』(2019年7月4日放送)(TBSテレビ系列のバラエティ番組)で、自分のカバンの中身の公開に応じた際に「(宮城に)親戚が住んでまして」と説明しつつ、仙台弁こけしグッズの一つである『んだ巾着』を披露した。
三浦大知
ミュージシャン・三浦大知は、2020年3月27日に予定していた宮城公演を新型コロナウイルス感染拡大の影響ため中止し、代替企画として「インスタライブ内ライブ宮城公演」を配信。その中で“ご当地グッズ”として「萩の月(菓匠三全)」や「牛たん(牛たん炭焼・利久)」に次いで、「仙台弁こけし」を数々のグッズと共に紹介した。
みきちゅ
シンガーソングライター・みきちゅは、2020年9月5日・6日にEBeanS仙台で開催された「ジャスフェス2020」出演の際に仙台弁こけしと共演し、地元愛や仙台弁への想いで意気投合。これをきっかけとして音楽ユニット「仙台弁こけし＆みきちゅ」を結成し、楽曲の創作と配信を開始した。
水森かおり
演歌歌手・水森かおりは、東北地方のNHK総合テレビジョンで放送されている『大好き♡東北 定禅寺しゃべり亭』(2021年4月3日放送)に出演のためNHK仙台放送局を訪れた際、「仙台弁こけし餅入りずんだどら焼」を食べて、「こけしちゃんの顔が描かれてるのだけど1個1個顔が違っててキュート」「仙台弁も入ってて面白い」などという感想を、自らのオフィシャルブログで紹介した。
倖田來未
歌手・倖田來未は、2022年のライブツアー「KODA KUMI Love & Songs 2022」(仙台公演／2022年3月5日・6日、会場：仙台PIT)に際して、自らが配信しているインスタグラム・ストーリーに仙台弁こけしのグッズとポスターを投稿して紹介した。
純烈
男性歌謡コーラス・グループ・純烈は、NHK総合TVの東北ブロック番組『あなたの“伴走曲”は何ですか?』（2023年3月3日：東北地方向けオンエア、同年3月10日（9日深夜）：全国オンエア)に出演。仙台弁こけしやその他の出演者（OxT、MOROHA、いぎなり東北産、日食なつこ、アルコ&ピース(司会)、みやぎおかみ会など）と共に、歌い踊ってステージを盛り上げた。
八乙女光
アイドルタレントの八乙女光は、『スクール革命!』(2023年5月21日放送)(日本テレビ系列のバラエティ番組)に出演し、コーナー企画「クイズ！アンテナショップ」の一環として、当時、都内・池袋に開設されていた宮城県のアンテナショップ「宮城ふるさとプラザ」を訪れた。ここに並ぶ仙台弁こけしグッズから「仙台弁こけしのぬいぐるみ」「ハンドタオル(ゴロと一緒・グリーン)」や「巾着(めんこい・ネイビー)」を紹介。更には「仙台弁こけし手ぬぐい」を映し、プリントされているイラストの中から一つを選び『仙台弁で「け」はどんな意味？』とクイズを出題して番組を盛り上げた。
千倉真理
タレント・ラジオパーソナリティの千倉真理は、TBC夏まつり(2024年7月27日開催)に出演して『千倉真理 ミュージックスケッチ』の公開収録に臨んだ際に、仙台弁こけしをはじめとした土産を貰って帰った旨をX(旧称：ツイッター)で報告して紹介した。
山寺宏一
宮城県出身者の山寺宏一(声優・タレント・歌手・ナレーター等)は、2025年8月8日、東京・有楽町の東京交通会館に「宮城ふるさとプラザ」本設店舗がオープンした際、みやぎ絆大使としてオープニングセレモニーに参加して祝辞を述べるなどした。またX(旧称：ツイッター)に於いて「宮城ふるさとプラザ東京交通会館B1に本日オープン(祝) ; 鏡開きに参加しました！ むすび丸くんと仙台弁こけしちゃんにも会えて嬉しい(笑)」と、その時の気持ちをコメントした。

## 著書
4コマ　仙台弁こけし　仙台宮城　方言まるわかりBOOK
従来、自らの公式ホームページやツイッター、並びに宮城県の地元新聞である河北新報などで発表してきた4コマ漫画を、オールカラー印刷で単行本化し初出版(電子書籍も同時発売)。本書では春編・夏編・秋編・冬編・番外編に区分して4コマ漫画を104本収録。加えて「仙台弁解説」「ご当地あるあるコラム」も含み、笑いながら仙台弁に親しめる内容に仕上がっている。監修は方言研究者の小林隆・東北大学教授が担当した。
（小学館、2023年4月19日発売、ISBN978-4-093-89109-7
、B6判・128ページ）

## 関連書籍
みんなのアマビエ
新型コロナウィルス禍が拡がる世相を憂いた8名の漫画家によるアマビエをモチーフとした作品に加え、多数のアーティストやクリエイターも応募。編集部がこれを厳選した合計87名・作品中に、仙台弁こけしの「アマビエこけし」のイラストならびに「みんなで疫病退散だっちゃ！」というコメントも掲載され、一日も早い終息を願って発刊された。
（扶桑社、2020年5月19日発売、ISBN978-4-594-08513-1、「Part_3(第3章)　絵画・イラスト編（88ページ）」）
科学的思考のススメ-「もしかして」からはじめよう
4人の東北学院大学教授・准教授によって書かれた科学読本。複雑化する現代社会をより良く生活して行くために問題点を見抜き解決策を模索する手法として「科学的思考能力」を身に付けることを目的とした1冊。仙台弁こけしが描き下ろし4コマ漫画やイラストで随所に登場し、読解を楽しくサポートしている。
（ミネルヴァ書房、2021年12月10日発売、ISBN978-4-623-09028-0、A5判・248ページ）
地域を活かす！ おいしいお土産のアイデアとデザイン
日本全国の数あるお土産より、近年数年内にデビューしたブランド・商品を中心にさまざまなアイデアとデザインを約110点ほど厳選して収録。この中で「宮城 : こけしのご当地キャラと老舗製麺所が出合い、土産の新定番に」というタイトルと共に、きちみ製麺の『仙台弁こけしうーめん』が紹介されている。
（グラフィック社、2023年2月発売、ISBN978-4-7661-3718-7、B5判・160ページ）

### 公式系Web
- 仙台弁こけし（公式HP）
- 仙台弁こけし・4コマ漫画（公式HP内）
- 仙台弁こけしくじ（公式HP内）
- 仙台弁こけしOfficial facebook
- 仙台弁こけし Official Twitter (@jugokeshi) - X
- 仙台弁こけし (@sendaibenkokeshi.bsky.social) - Bluesky
- 【公式】仙台弁こけし・んだっちゃんねる - YouTubeチャンネル
- 仙台弁こけし (@jugokeshi) - Instagram
- 仙台弁こけし - LINE公式アカウント

### その他Web
- 仙台弁こけし　仙台弁音頭 - YouTube - 動画：4分32秒　（2018年5月：第60回全日本こけしコンクールにて）
- 河北ウイークリーせんだい／ウイークリー音頭(フルバージョン) - YouTube - 動画：2分46秒　（2022年4月：「なんだりかんだり、木曜日」キャンペーン）

1. ↑  ホーム＞学校紹介＞卒業生の活躍TOPICS＞☆卒業生の活躍☆014_jｕｇｏさん（美術科4回生）イラストレーター　宮城県宮城野高等学校公式HP（2024年9月3日投稿、2025年5月1日閲覧）